# Prat
Prat (bretonisch: Prad) ist eine französische Gemeinde mit 1.090 Einwohnern (Stand 1. Januar 2022) im Département Côtes-d’Armor in der Region Bretagne. Sie gehört zum Arrondissement Lannion, zum Kanton Bégard und ist Mitglied des 2015 gegründeten Gemeindeverbands Lannion-Trégor Communauté. Die Bewohner nennen sich Pratais(es).

## Geografie
Prat liegt rund 13 Kilometer (Luftlinie) südöstlich der Kleinstadt Lannion im Norden der Bretagne.   

## Bevölkerungsentwicklung
| Jahr                       | 1793 | 1841 | 1851 | 1856 | 1876 | 1911 | 1921 | 1962 | 1968 | 1975 | 1982 | 1990 | 1999 | 2006 | 2012 |
| Einwohner                  | 1768 | 2267 | 2153 | 2280 | 2238 | 1652 | 1515 | 1144 | 1052 | 1070 | 1098 | 1027 | 1017 | 1112 | 1164 |
| Quellen: Cassini und INSEE |      |      |      |      |      |      |      |      |      |      |      |      |      |      |      |

Die zunehmende Mechanisierung der Landwirtschaft und die zahlreichen Toten des Ersten Weltkriegs führten zu einem Absinken der Einwohnerzahlen bis auf die Tiefststände in neuerer Zeit.

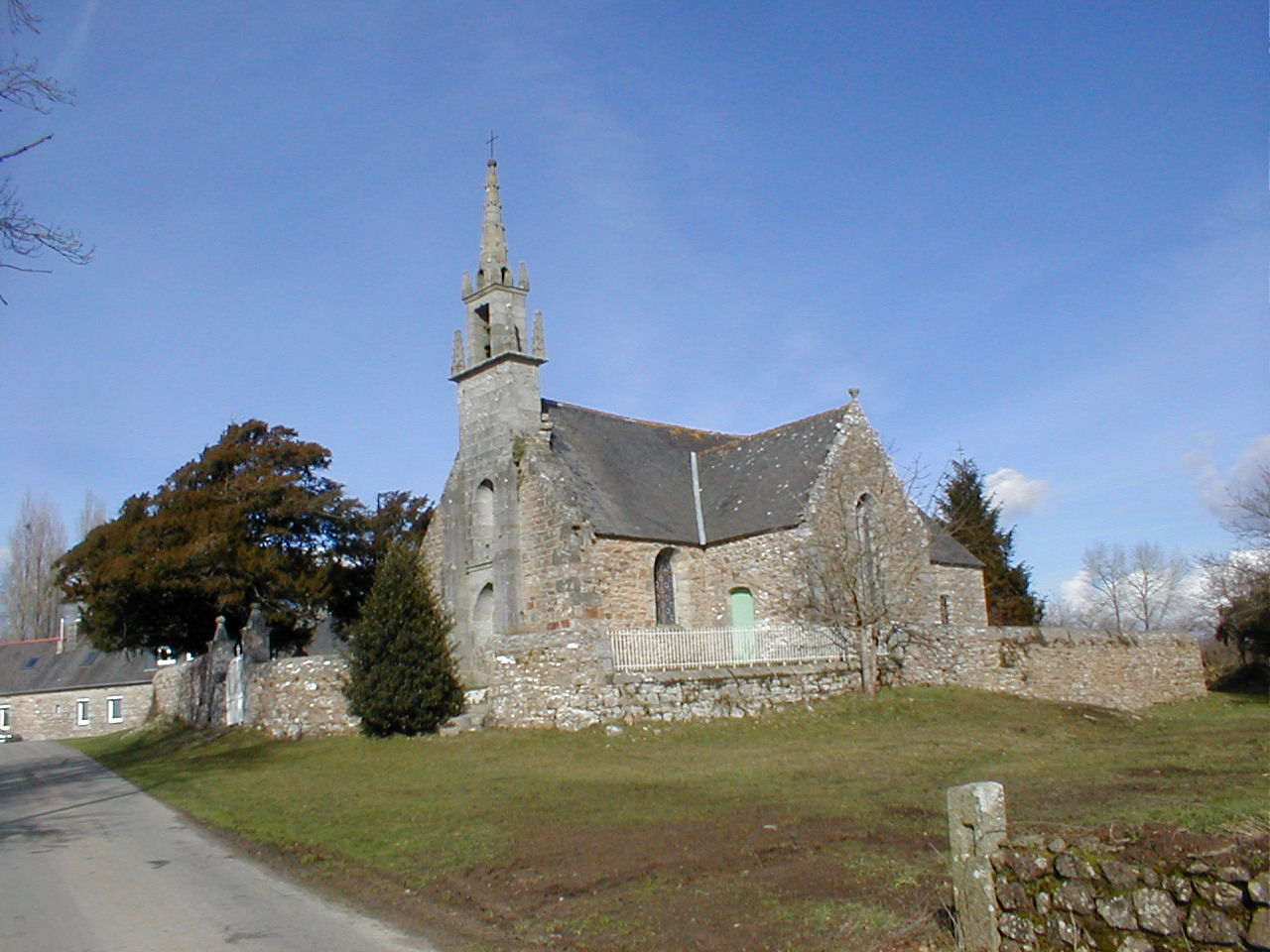
Kapelle Sainte-Anne

## Baudenkmäler
Siehe: Liste der Monuments historiques in Prat